# كأس نيوزيلندا 2008
كأس نيوزيلندا 2008 (بالإنجليزية: 2008 Chatham Cup)‏ هو موسم من كأس نيوزيلندا. فاز فيه East Coast Bays AFC ‏.